# Joost Adriaan van Hamel
Joost Adriaan van Hamel (Amsterdam, 8 oktober 1880 – Baarn, 18 oktober 1964) was een Nederlands jurist, politicus en strafrechtgeleerde.
Van Hamel behoorde tot de vriendenkring rond koningin Juliana. Zijn dagboeken werden geraadpleegd door historicus Cees Fasseur voor diens boek over de Greet Hofmans-affaire.
Hij promoveerde in 1902 aan de UvA op het proefschrift De leer der nulliteiten in het burgerlijk recht; promotor was Johannes Houwing. Hij volgde in 1910 zijn vader, Gerard Anton van Hamel, op als hoogleraar aan de Gemeente Universiteit Amsterdam en in 1917 als Tweede Kamerlid voor de Liberale Unie. Hij was dit slechts anderhalf jaar. Van Hamel kreeg vooral bekendheid als hoge commissaris voor de Volkenbond in Danzig (van 1926 tot 1929) en als voorzitter van het Bijzonder Gerechtshof in Amsterdam van 1945 tot 1950.
Hij was getrouwd met Maria Leocadie de Vries Feijens. Het echtpaar had drie kinderen, dochter Maria Laetitia, zoon Gerard, verzetsstrijder en zoon Lodewijk, verzetsstrijder. Van Hamel werd 84 jaar en werd begraven op de Nieuwe algemene begraafplaats in Baarn.